# Voos de Lévy

Exemplo de Voo de Levy

Voos de Lévy é um padrão estabelecido pelo matemático francês Paul Pierre Lévy (1886-1971) e caracteriza-se pela construção de trajetórias curtas e longas, predominantemente curtas. As características principais deste ente matemático o faz integrante da geometria fractal, sendo classificado como um fractal de iteração aleatória .
Pode ser definido como um passeio (ou caminhada) aleatório que segue regras de uma distribuição probabilística, especificada pela lei da potência {\displaystyle y=x^{-a}}, onde 1 < a < 3, como existe infinita quantidade de números entre 1 e 3, conclui-se que sua variância é infinita.

Possui características como probabilidade igual a 1, com isso possuindo desvio padrão infinito e descontinuidade, possuem também incrementos independentes e se distingue por ser estacionário.

Os Voos de Lévy são cadeias de Markov, processos do campo matemático da probabilidade e estatística, sendo um caso particular de processo estocástico com estado discreto. 
Uma de suas aplicações é em relação aos movimentos de animais na procura de comida, podemos pensar da seguinte forma; uma gaivota , por exemplo, estão em uma região de grande oferta de alimento, mas por um determinado motivo ocorre a escassez, então há necessidade de procura, ocorre movimento, alimento encontrado, então ocorre um estacionamento, novamente acaba o alimento, nova procura, seguindo este raciocínio o alimento muitas vezes estará próximo, mas ocorrerá um momento em que o movimento terá que percorrer um caminho maior, este pensamento é descrito através da forma dos Voos de Lévy.
Outra de suas aplicações é em relação a Teoria do Caos, mas as principais aplicações são referentes as estudos com fenômenos naturais, matemática financeira, criptografia.